# Грімсвотн
Грімсвотн (ісл. Grímsvötn) — вулкан в Ісландії, його висота становить близько 1 725 м. Довжина кратера дуже варіюється від потужності вивержень, у 1989 — становила близько 200 м, у 1998 — понад 500 м, а листопадове виверження (2004) супроводжувалось збільшенням кальдери понад 2000 м. Пов'язаний системою літосферних тріщин з вулканами Лакі та Катла.
Періодичність вивержень 3–10 років. Зверху накритий північно-західною частиною льодовика Ватнайокутль.

## Історія вивержень
За минулі 100 років зареєстровано понад 20 великих вивержень. Останні виверження Грімсвотну були в 1996, 1998 та 2004 роках. Підлідні виверження призводять до інтенсивного танення льоду та єкуллойпів:
- Виверження 1996 року викликало інтенсивне танення льодовика, що призвело до єкуллойпу з піковим потоком 200 000–300 000 м³/с.
- В листопаді 2004 року виверження супроводжувалось масивним викидом попелу, внаслідок чого на декілька тижнів було паралізовано авіаційне сполучення з міжнародними аеропортами Рейк'явік, Торсгавн і Акурейрі.

- В листопаді 2010 року зафіксоване[1] збільшення вмісту водяної пари в повітрі безпосередньо над вулканом. На думку метеорологів, це свідчить про посилене випаровування води з озера, яке розташоване в кратері вулкана Грімсвотн. У свою чергу підвищення температури у вулкані означає збільшення тиску, що може призвести до виверження.
- 21 травня 2011 року відбулося виверження, дим піднявся на висоту до 20 кілометрів. Тому через розповсюдження хмари попелу було скасовано сотні авіарейсів у північній Європі.[2]

## Бактерії у субльодовиковому озері
В 2004 році, була відкрита колонія бактерій у воді озера Грімсвотн під льодовиком, і це було вперше, коли бактерії були знайдені у субльодовиковому озері. Ці озера ніколи не замерзають завдяки вулканічному теплу. Бактерії можуть виживати при низькій кількості кисню. Ця місцина є можливим аналогом життя на планеті Марс, оскільки там також присутні сліди вулканізму та льодовиків, а отже ця знахідка допоможе визначити, яке життя шукати на Марсі.

## Майбутні тенденції
Дослідження вказують на те, що вулканічна активність в Ісландії зростає та знижується з певною періодичністю, і частота та міць вивержень на льодовиковій шапці Ватнайокутль та довкола неї міняється з часом. Тому вважається, що чотири виверження, які сталися в регіоні за останні п'ятнадцять років, є початком активного періоду. В активний період виверження вулкану Грімсвотн слід очікувати кожні 2–7 років. Вулканічна активність у близькому вулкані Бардарбунга (ісл. Bárðarbunga) пов'язується зі зростанням активності Грімсвотн. Протягом останніх років сейсмічна активність в регіоні зростала, що вказує на накопичення магми.